# Together We're Lost
"Together We're Lost" är en låt skriven av Bobby Ljunggren, Håkan Almqvist och Erika Norberg, framförd av den svenska artisten Erika. Det är också titeln på den singel med låten som släpptes 1990 och som nådde sjundeplatsen på den svenska singellistan.

## Låtförteckning
1. "Together We're Lost" – 3:32
2. "Second of Eternity" – 3:39

### Listplaceringar
| Lista (1990-1991) | Topplacering |
| ----------------- | ------------ |
| Sverige           | 7 .          |